# Шахіст
Шахіст (укр. шахіст, то есть «шахматист») — первое шахматно-шашечное издание на украинском языке (второе, после «64», издание в истории советской шахматной печати). Газета издавалась в Киеве с 5 октября 1936 года по 28 февраля 1939 года трижды в месяц, всего был выпущен 81 номер. 
Орган комитета по делам физкультуры и спорта при Совнаркоме УССР.
В издании, наряду с украинскими шахматистами, участвовали шахматисты Москвы, Ленинграда и других союзных республик. Публиковались также материалы по шашкам. 
В газете появились первые этюды 12-летнего Зиновия Цирика, будущего чемпиона СССР по шашечной композиции и 6-кратного чемпиона СССР в качестве игрока. Цитата из его воспоминаний:
 Меня покорила красота этюдов и задач. Любовь к шашечному эндшпилю, этюду усилилась после того, как я прослушал цикл лекций В. А. Сокова об окончаниях. Я не пропускал ни одного номера газеты «64» или «Шахіст». Этюды, комбинации, задачи решал везде — дома, по дороге в школу, а иногда, что греха таить, и на уроках. В конкурсе решений газеты «Шахіст» получил первый в своей жизни приз — карманные шашки, с которыми не расставался и на фронте. А вскоре составил свой первый этюд. Он был опубликован в газете «Шахіст». Приятен был интерес, проявленный прессой. «Зиновій Цирік — учень 5 класу 44 школи м. Харкова. Йому лише 12 років, але він уже не молодий, як шашкіст. Він не просто давно грає в шашки, він глибоко знає теорію гри. Особливо любить етюди. Рідко який етюд чи кінцівку він не розв’яже, а останнім часом сам складає етюди i досить вдало, що говорить про безперечний талант юнака». Вот уже больше 65 лет (!) храню я эту газетную вырезку.